# Capitán de madera
Capitán de madera es un villancico infantil compuesto por el compositor español Juan Pardo.

## Descripción
La canción se refiere a un capitán de la armada, hecho de madera, que dirige su embarcación hacia la ciudad de Belén para agasajar al Niño Jesús con regalos sencillos, como juguetes infantiles.

## Versiones
El tema fue inicialmente compuesto para la banda infantil La Pandilla, que lo grabó por primera vez en 1970.
Un año más tarde sería versionada por el actor Paco Martínez Soria.
Finalmente, en 1982, fue el dúo musical Enrique y Ana quien lanzó al mercado su propia versión del clásico infantil.